# Могильный Мыс
Моги́льный Мыс — деревня в Колпашевском районе Томской области России. Входит в состав Чажемтовского сельского поселения.

## География
Деревня находится в центральной части Томской области, в пределах юго-восточной части Западно-Сибирской равнины, в таёжной зоне, к западу от реки Оби, на расстоянии примерно 21 километра (по прямой) к юго-юго-западу (SSW) от города Колпашева, административного центра района. Абсолютная высота — 65 метров над уровнем моря.

## История
Образовано переселенцами на месте старинного селькупского кладбища.
В 1965 году решением Томского облисполкома деревня была переименована в Маяк, но это название не прижилось.

## Население
| 1920 | 2002 | 2010 | 2012 | 2013 | 2014 | 2015 |
| ---- | ---- | ---- | ---- | ---- | ---- | ---- |
| 9    | ↗384 | ↘324 | ↘315 | ↘310 | ↘291 | ↗297 |
| 2021 |      |      |      |      |      |      |
| ↘239 |      |      |      |      |      |      |

### Половой состав
По данным Всероссийской переписи населения 2010 года, в гендерной структуре населения мужчины составляли 49,4 %, женщины, соответственно, — 50,6 %.

### Национальный состав
Согласно результатам переписи 2002 года, в национальной структуре населения русские составляли 92 %.

## Улицы
Уличная сеть деревни состоит из пяти улиц и двух переулков на 2021 год.
Улицы:
1. Береговая улица.
2. Центральная улица.
3. Совхозная улица.
4. Зелёная улица.
5. Молодёжная улица.

Переулки: 
1. Клубный переулок.
2. Школьный переулок.